# Hellesundfjorden
Hellesundfjorden er en fjord i Søgne kommune i Agder fylke i Norge, mellem Herøya i øst og Ny-Hellesund i vest. Fjorden har indløb mellem Hellersøyane og Helgøya som dele af Ny-Hellesund ligger på. Herfra går fjorden  to kilometer mod nord, forbi Herøya og Langnesbygda til Kussevika inderst i fjorden. Syd for Herøya går Herøyfjorden  østover mod Flekkerøy. Nord for Ny-Hellesund ligger sundet Springedansen, som går mod vest til Høllefjorden syd for Høllen og Tangvall.